# L'emperador i les seves bogeries
L'emperador i les seves bogeries (títol original en anglès The Emperor's New Groove) és una pel·lícula musical estatunidenca de 2000 dirigida per Mark Dindal i produïda per Walt Disney Pictures. S'ha estat doblada al català.

## Argument
El protagonista, en Kuzco, és l'emperador de l'Imperi Inca, es un noi malcriat i jove d'uns 18 anys. Un bon día convoca a Pacha, el líder d'un poble proper, per informar-lo que s'està construint la seva enorme casa d'estiu anomenada Kuzcotopia on en aquell moment estava ubicada la casa d'en Pacha, així deixant-lo a ell i la seva família sense llar. Pacha intenta protestar, però en Kuzco fa cas omís i s'acomiada d'ell. L'assessora d'en Kuzco, Yzma, i l'ajudant d'aquest en Kronk intenten emmetzinar a en Kuzco amb el fi que Yzma pugui prendre control de l'Imperi, però el verí que se suposa que hauria d'assassinar l'emperador, l'acaba convertint en una llama.
En Kuzco acaba escapant i refugiant-se en el poble d'en Pacha on l'exigeix que l'ajudi a tornar al seu palau. Pacha es nega a menys que Kuzco accepti construir la seva casa d'estiu en un altre lloc. L'emperador refusa la seva oferta i intenta tornar sol al palau, de cop acaba envoltat per un grup de jaguars que intenten menjar-se'l, de cop apareix en Pacha per salvar-lo. Així doncs, en Pacha per bona bondat decideix no abandonar l'emperador i ajudar-lo.
Aquests buscaran la forma de tornar a en Kuzco a la seva forma original perquè així ell pugui recuperar el tron.

## Repartiment
| Personatge | Actor original      | Actor de doblatge |
| ---------- | ------------------- | ----------------- |
| Kuzco      | David Spade         | Óscar Muñoz       |
| Yzma       | Eartha Kitt         | Roser Cavallé     |
| Pacha      | John Goodman        | Pepe Mediavilla   |
| Kronk      | Patrick Warburton   | Jordi Boixaderas  |
| Chicha     | Wendie Malick       | Mercè Montalà     |
| Tipo       | Eli Russell Linnetz | Ramon Salvat      |
| Chaca      | Kellyann Kelso      | Paula Ribó        |
| Cambrera   | Patti Deutsch       | Glòria Roig       |
| Ancià      | John Fiedler        | Emili Freixas     |

## Premis i nominacions[5]
- Nominació a l'Oscar a la millor cançó original (My Funny Friend and Me)
- Guanyadora de l'Oscar a la millor banda sonora
- Premi a la millor pel·lícula d'animació al Festival de Canes